# 三側錐三角柱
三側錐三角柱（さんそくすいさんかくちゅう、英: Triaugmented triangular prism）またはデルタ十四面体（デルタじゅうしめんたい、英: Fourteen-faced deltahedron）とは、デルタ多面体の一種で、正三角柱の三つの側面に正四角錐を貼り付けたものであり、51番目のジョンソンの立体である。

## 近縁な図形
| 二側錐三角柱 （正四角錐を1つ取り除く）             | 側錐三角柱 （正四角錐を2つ取り除く）                   | 変形双五角錐 （特定の正三角形2枚を取り除く） |
| 双四角錐反柱 （特定の部分に正三角形2枚を追加する） | 正四角錐反柱 （特定の正三角形2枚を正方形に置き換える） | 三側錐六角柱 （角柱の角の数を倍にする）      |